# ネルンスト効果
ネルンスト効果（またはネルンスト-エッティングスハウゼン効果、ヴァルター・ネルンストとAlbert von Ettingshausenに由来）は電気伝導を許容する試料が互いに垂直な磁場および温度勾配を受けたときに観測される熱電（熱磁気）現象。電場は両者に垂直に誘起される。
この効果はネルンスト係数 |N| で量が決定し、これは以下の式で定義される。
{\displaystyle |N|={\frac {E_{Y}/B_{Z}}{dT/dx}}}
{\displaystyle E_{Y}} {\displaystyle B_{Z}}{\displaystyle dT/dx}
逆過程はエッティングスハウゼン効果や第2ネルンスト-エッティングスハウゼン効果として知られている。

## 物理的描写
移動エネルギーキャリア（例えば半導体内の伝導帯電子）は統計および温度と運動エネルギーの関係により温度勾配に沿って移動する。もし温度勾配に対して横方向の磁場があり、キャリアが電荷を帯びている場合、運動方向（温度勾配の方向）および磁場に垂直な力を受ける。このようにして垂直電場が誘起される。

## 試料の種類
半導体はネルンスト効果を示す。これは1950年代にKrylova、Mochanなど多くの人により研究された。しかし、金属ではほとんど存在していない。渦運動により第II種超伝導体の渦位相に現れる。これはHuebenerらにより研究された。高温超伝導体は最初にXuらにより発見されたように超伝導および擬ギャップ相の両方でネルンスト効果を示す。重いフェルミオン超伝導体はBelらにより発見されたように渦に起因しないと思われる強いネルンスト信号を示す。

## 雑誌論文
- R. P. Huebener and A. Seher, "Nernst Effect and Flux Flow in Superconductors. I. Niobium", Web
- R. P. Huebener and A. Seher, "Nernst Effect and Flux Flow in Superconductors. II. Lead Films", Web
- V. A. Rowe and R. P. Huebener, "Nernst Effect and Flux Flow in Superconductors. III. Films of Tin and Indium", Web
- Xu, Z. A.; Ong, N. P.; Wang, Y.; Kakeshita, T.; Uchida, S. (2000). “Vortex-like excitations and the onset of superconducting phase fluctuation in underdoped La2-xSrxCuO4”. Nature 406 (6795):  486–488. Bibcode: 2000Natur.406..486X. doi:10.1038/35020016.
- Bel, R.; Behnia, K.; Nakajima, Y.; Izawa, K.; Matsuda, Y.; Shishido, H.; Settai, R.; Onuki, Y. (2004). “Giant Nernst Effect in CeCoIn5”. Physical Review Letters 92 (21):  217002. arXiv:cond-mat/0311473. Bibcode: 2004PhRvL..92u7002B. doi:10.1103/PhysRevLett.92.217002.
- Krylova, T. V.; Mochan, I. V. (1955). J. Tech. Phys. (USSR) 25:  2119.
- Nernst effect on arxiv.org